# Auchy-lez-Orchies
Auchy-lez-Orchies – miejscowość i gmina we Francji, w regionie Hauts-de-France, w departamencie Nord.
Według danych na rok 1990 gminę zamieszkiwały 1142 osoby, a gęstość zaludnienia wynosiła 147 osób/km² (wśród 1549 gmin regionu Nord-Pas-de-Calais Auchy-lez-Orchies plasuje się na 519. miejscu pod względem liczby ludności, natomiast pod względem powierzchni na miejscu 463.).